# Muela (geografía)

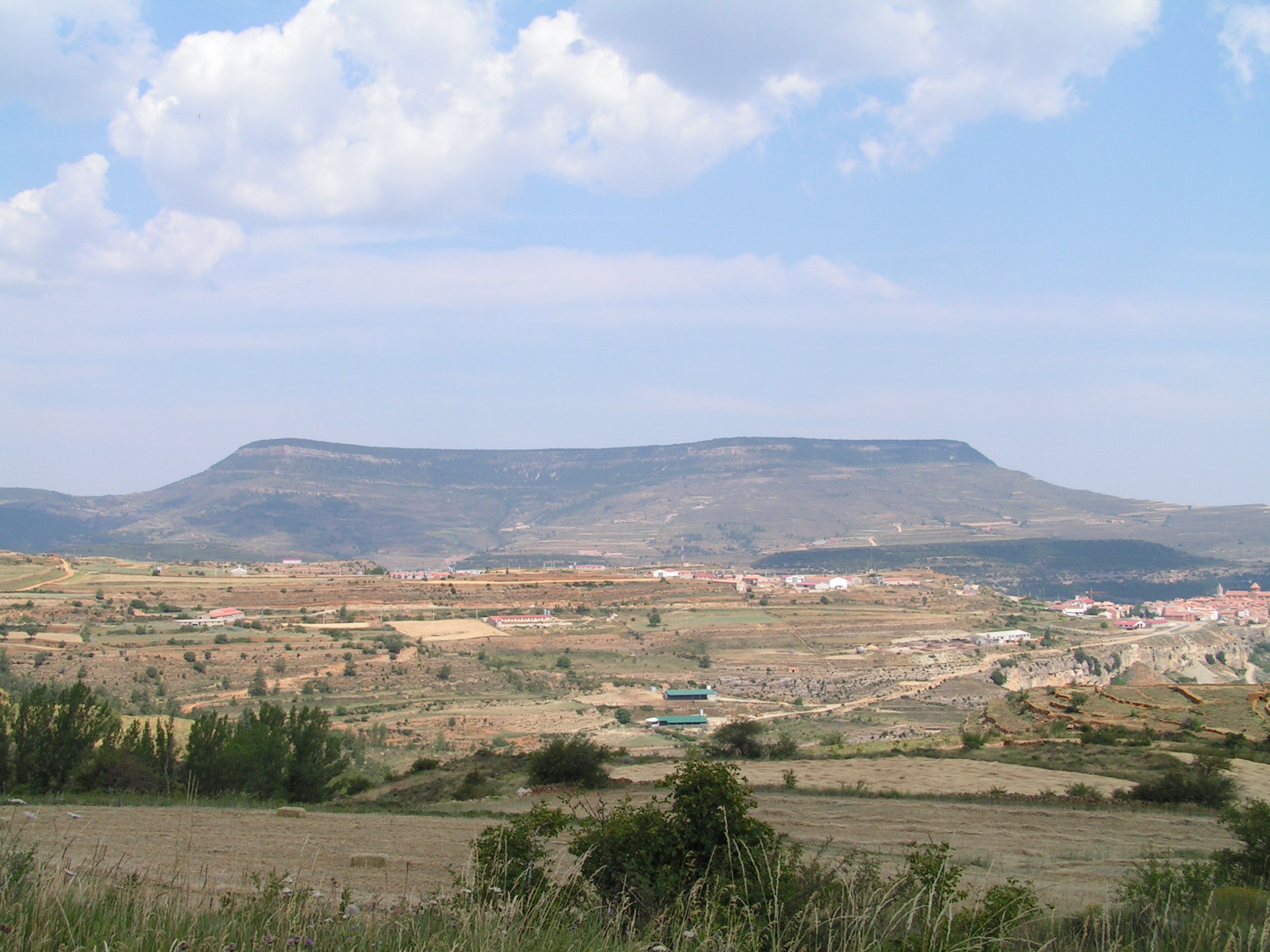
Vista de la Muela de Monchén, con Cantavieja (Teruel) delante.

En geografía, muela es un término que identifica a las mesetas o mesas de estratos casi horizontales formados generalmente por rocas calizas, y que han sido recortadas por ríos o torrentes que forman profundos desfiladeros o gargantas. En algunas ocasiones, las muelas aparecen completamente aisladas cuando la erosión ha ido eliminando la meseta de la cual formaba parte. 
Suelen tener forma rectangular o triangular y la superficie de la meseta o muela suele ser cóncava, lo que las identifica como formas del relieve invertido o antiguos sinclinales. 
En la depresión del Ebro, en España, abundan las muelas, siendo las más importantes la muela de Borja (700 m), La Muela (503 m) y La Plana (550 m). En la parte occidental de la provincia de Valencia son famosas las muelas de Cortes de Pallás y la del Albéitar, al sur y norte del Júcar, respectivamente, además del pico o cerro de La Muela (1.511 m), en el término municipal de Alpuente. Y también la Muela de Ares, al norte de la provincia de Castellón. En la Región de Murcia, Monte Público Sierra de La Muela, la gran atalaya, en Alhama de Murcia. y Sierra de La Muela, Cabo Tiñoso y Roldán.
En Venezuela, en particular, en la Guayana venezolana, se encuentran formaciones mesetarias similares denominadas tepuyes (tepuy es un nombre procedente del idioma pemón), de mayores dimensiones que las muelas y formadas en estratos de arenisca.